# イェヒエル・デ・ヌール

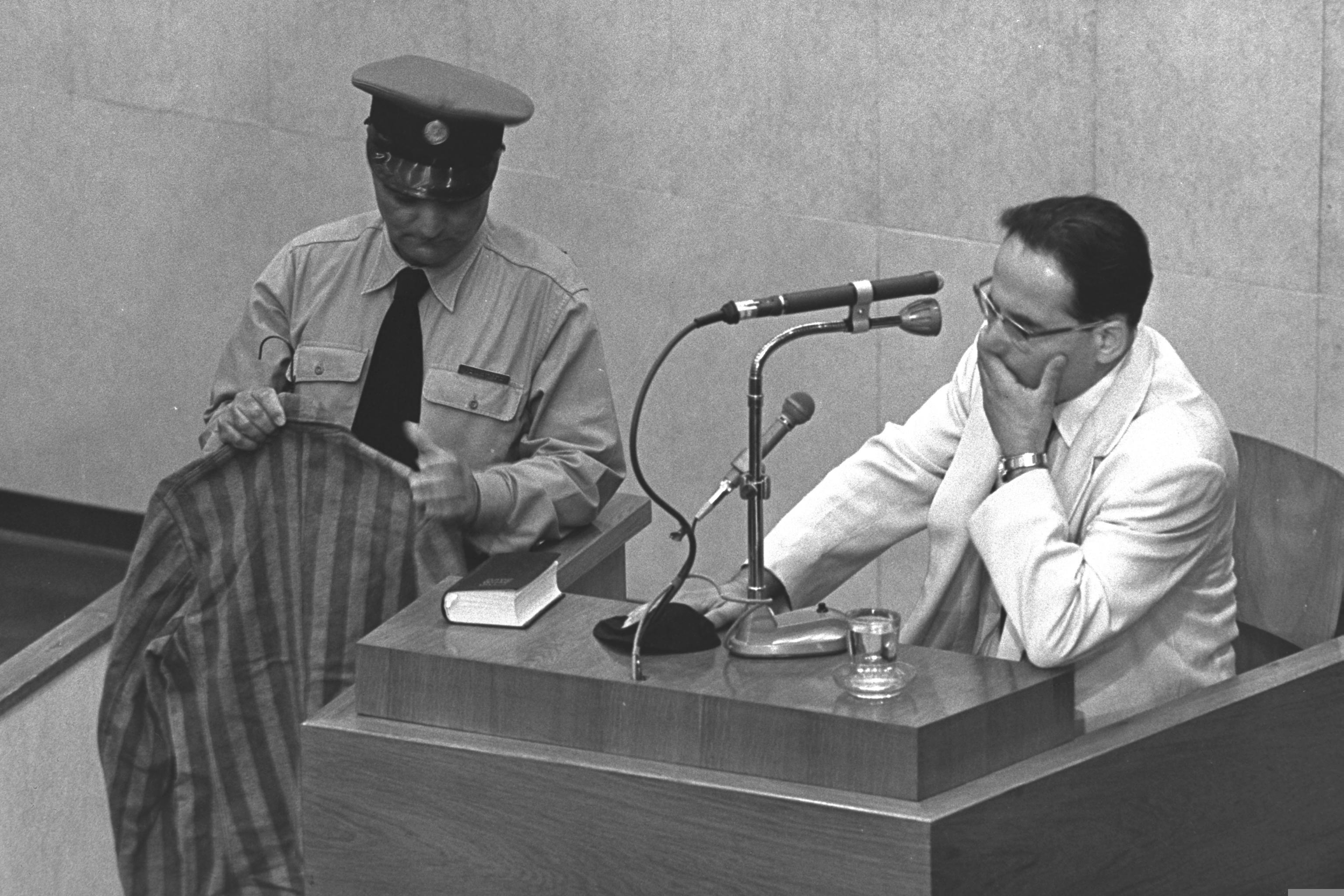
1961年6月7日、アドルフ・アイヒマンの裁判に証人として出廷したイェヒエル・デ・ヌール

イェヒエル・デ・ヌール（יחיאל די-נור, Yehiel De-Nur, 1909年(1917年とする資料も)5月16日 - 2001年7月17日）は、ポーランド出身のイディッシュ語・ヘブライ語作家。ホロコースト生還者。
De-Nur とはヘブライ語で「火の」の意。Yehiel Dinur（ディヌール）、Jehiel Dinur とも書かれる。

## 生涯
1909年、ポーランドのドイツ国境にほど近いソスノヴィエツにて生まれる。元の姓はフィネル Yehiel Feinerであった。最初、ナータン・ビルンバウムに代表される正統派ユダヤ教非シオニズム組織、アグダット・イスラエルに属し、イディッシュ語詩人として活動を開始した。
第二次世界大戦中、アウシュヴィッツ＝ビルケナウ強制収容所に2年間収容される。生還後、1945年イギリスの委任統治下のパレスチナ（後のイスラエル）に移住し、 カ・ツェトニック 135633（Ka-tzetnik 135633）の名で、収容所での体験に基づくヘブライ語の著作を複数発表した。Ka-tzetnik はイディッシュで「強制収容所」を意味し、135633はアウシュビッツでのデ・ヌールの囚人番号であった。この名をデ・ヌールは偽名や筆名であるとすることを否定し、アウシュビッツの時を通して形成された彼自身であるとした。
デ・ヌールの著作は、アウシュビッツで過ごした時を年代記とする試みであった。Ka-Tzetnik 135633 の名で執筆を続けたが、1961年6月7日、アドルフ・アイヒマンの裁判の第68回法廷で証人として出廷し、身元が明らかとなった。デ・ヌールは冒頭でアウシュビッツを「灰の惑星」であったと表現したものの、訴追側弁護人のアウシュビッツに関する全般的な質問に答える前に証言台で失神してしまい、その後証言を再開することもできなかった。
最も著名な著作の一つである『ダニエラの日記』（בית הבובות , 英訳題 The House of Dolls、直訳では『人形の家』、1953年）は、強制収容所内におかれたユダヤ人女性を性奴隷にする制度を描いたものである。著者本人の示唆によれば、作品のモデルは、ホロコーストで亡くなった彼自身の妹であったという。また、『ピーペルと呼ばれた子』（קראו לו פיפל）では、ナチスの少年に対する性的虐待を題材としているが、こちらも同じく収容所で亡くなったデ・ヌールの弟をモデルとしていることが示唆されている。
デ・ヌールの著作は現在でもイスラエルの高校の教育課程に取り入れられているが、Na'ama Shikのように『ダニエラの日記』はポルノ小説にすぎない、と批判する評論家も現われている。このような批判においては、ナチス・ドイツでは、アーリア人市民にはユダヤ人との性的交渉が厳しく禁じられていたことが理由としてあげられる。
1976年、繰り返し訪れる悪夢とうつ病のために医師 Jan Bastiaans によるサイケデリック心理療法の一種を受け、その一環としてLSDを服用した。この治療中にみた幻影が、צופן א.ד.מ.ע.  （英訳:Shivitti） のもととなっている。
2001年、テルアビブで癌のため死去。

## 作品
いずれもカ・ツェトニック 135633名義。
- Salamandra (1946) （סלמנדרה）
- The House of Dolls(1953)（בית הבובות）
  - （日本語訳）蕗沢紀志夫訳『痛ましきダニエラ : ナチに虐げられたユダヤ娘の死の記録』河出書房、1956年（『ダニエラの日記 』河出書房新社、1963年）
- Atrocity (1963)
  - （日本語訳）蕗沢紀志夫訳『愛と虐殺』立風書房、1972年
- Star Eternal (1966) （כוכב האפר）
- They called Him Piepel (1969) （קראו לו פיפל）
- השעון ー(1969)
- Shivitti: A Vision (1987) （צופן א.ד.מ.ע. ）